# The Growing Process
Albums de Dizzy Wright
SmokeOut Conversations
(2012) Wisdom and Good Vibes
(2016)
Singles
1. Train Your Mind
Sortie : 17 février 2015
2. Floyd Money Mayweather
Sortie : 17 mars 2015
3. I Can Tell You Needed It (feat. Berner)
Sortie : 19 avril 2015
4. False Reality
Sortie : 24 mai 2015

The Growing Process est le second album studio de Dizzy Wright, sorti le 22 mai 2015.
L'album s'est classé 5e au Top R&B/Hip-Hop Albums et au Top Rap Albums, 11e au Top Digital Albums et 47e au Billboard 200.

## Liste des pistes
| 1.    | Higher Learning (Intro)                                     | King Vay                | 2:38 |
| 2.    | God Bless America (feat. Big K.R.I.T., Tech N9ne & Chel'le) | SnizzyOnTheBeat         | 4:46 |
| 3.    | Can I Feel This Way                                         | Roc N Mayne             | 3:54 |
| 4.    | No Time Is Better (feat. Irv Da PHENOM)                     | DJ Hoppa                | 3:08 |
| 5.    | Train Your Mind                                             | Smokie Morrison         | 3:53 |
| 6.    | Regardless (feat. Layzie Bone)                              | FreezeOnTheBeat         | 3:58 |
| 7.    | Don't Ever Forget (feat. Krayzie Bone)                      | Money Montage           | 3:49 |
| 8.    | Floyd "Money" Mayweather                                    | Roc N Mayne, Louie Haze | 3:14 |
| 9.    | Smoke You Out (feat. Mod Sun)                               | Sdot Fire               | 2:54 |
| 10.   | Good Vibes                                                  | 21 the Producer         | 2:49 |
| 11.   | I Can Tell You Needed It (feat. Berner)                     | Waynebeats              | 5:08 |
| 12.   | Smoke Box (Interlude)                                       | 6ix                     | 1:30 |
| 13.   | Explain Myself (feat. Hopsin, Jarren Benton & SwizZz)       | Hopsin                  | 4:12 |
| 14.   | False Reality                                               | Rikio                   | 2:53 |
| 15.   | Daddy Daughter Relationship                                 | Alex Lustig             | 3:35 |
| 16.   | Will It Last (feat. Njomza)                                 | MLB                     | 4:10 |
| 56:26 |                                                             |                         |      |